# 罗振宇
罗振宇（1973年1月11日—），籍貫（祖籍）在安徽省桐城市，出生於安徽省芜湖市，中國资深媒体人，曾經從事記者，自稱羅胖。
罗辑思维創辦人、「得到」APP創始人。

## 生平
罗振宇出生于安徽芜湖，就读芜湖市第一中学。1990年考入华中科技大学新闻系本科，1994年考入北京广播学院电视系攻读硕士学位，2004年入中国传媒大学读取博士学位。
罗振宇曾历任中国中央电视台《商务电视》、《经济与法》、《对话》制片人。2008年从中央电视台辞职，成为自由职业者。曾担任第一财经频道的总策划以及《决战商场》、《中国经营者》、《领航客》等电视节目主持人。
2012年底，他与申音、吴声等合作开创知识型视频脱口秀《罗辑思维》及同名公司，申音后来离开该公司，李天田（“脱不花”）加入成为首席执行官。2016年该公司开发手机应用“得到app”。
2015年罗振宇获得“2014中国互联网年度人物”提名。
2024年，於YouTube頻道同步開展巨型歷史節目《文明之旅》。

## 家庭
罗振宇的双胞胎女儿罗思思和罗维维于2016年出生。